# شهرستان اروزتوک (مین)
شهرستان اروزتوک، واقع در ایالت مین (ایالات متحده آمریکا) است. جمعیت این شهرستان بر اساس سرشماری سال ۲۰۱۰ آمریکا برابر با ۷۱۸۷۰ نفر بوده‌است. بخش مرکزی آن شهر هولتون است. نام محلی این شهرستان "کانتی"،(به انگلیسی: The County) است. این شهرستان بزرگترین شهرستان از نظر مساحت در بین شهرستان‌های شرق رودخانه می‌سی‌سی‌پی است.
این شهرستان شمالی‌ترین شهرستان مین است و دهکده اسکورت استیشن شمالی‌ترین نقطه در ایالت مین و تمام ایالت‌های نیوانگلند است. شهرستان اروزتوک به خاطر محصولات سیب‌زمینی و فرهنگ آکادیایی‌اش شناخته شده‌است. در نواحی شمالی که با شهرستان ماداواسکا مرز دارد، اکثر ساکنان به دو زبان انگلیسی و فرانسه صحبت می‌کنند. همچنین این شهرستان یکی از قطب‌های تولید انرژی برق به وسیله نیروگاه‌های بادی است.

## جغرافیا
بر طبق سرشماری سال ۲۰۰۰ کل مساحت ایالت برابر با ۱۷٬۶۸۶٫۵ کیلومتر مربع است که حدود ۱۷٬۲۷۹٫۲ کیلومتر مربع (۹۷/۷٪) آن خشکی و ۴۰۷٫۳ کیلومتر مربع (۲/۳۰٪) آن آب است. مساحت شهرستان اروزتوک معادل کل مساحت دو ایالت کنتیکت و رودآیلند است.

### شهرستان‌های مجاور در ایالات متحده
- شهرستان واشینگتن، مین - جنوب شرقی
- شهرستان پنوب‌اسکات، مین - جنوب
- شهرستان پیسکاتاکیوس، مین - جنوب
- شهرستان سامرست، مین - شرق

### شهرداری‌های مناطق شهری
- منطقه شهری مونتگومری - غرب
- منطقه شهری له‌ایسله- غرب
- منطقه شهری کاموراسکا - شمال غربی
- منطقه شهری تمیسکوآتا - شمال

### شهرستان‌های مجاور در کانادا
- شهرستان ماداوسکا، نیوبرانزویک - شمال شرقی
- شهرستان ویکتوریا، نیوبرانزویک - شرق
- شهرستان ماداوسکا، نیوبرانزویک - شرق
- شهرستان ماداوسکا، نیوبرانزویک - جنوب شرقی

### شهرها، بخش‌ها و روستاها
- الاگاش
- امیتی
- اشلند
- بنکرافت
- شهرک بندیکتا
- بلین
- بریج‌واتر
- کربو
- کری پلنتیشن
- کسل هیل
- کسول
- چپمن
- کریستال
- سیر پلنتیشن
- چپمن
- دیکی
- دایر بروک
- ایگل لیک
- ایستون
- فورت فرفیلد
- فورت کنت
- فرنچویل
- گارفیلد پلنتیشن
- گلنوود
- گرند آیل